# Memoirs of the Botanical Survey of South Africa
Die Memoirs of the Botanical Survey of South Africa (Kurztitel: Mem. Bot. Surv. South Africa; afrikaans Memoirs van die Botaniese Opname van Suid-Afrika) war eine botanische Fachzeitschrift in Südafrika, die zwischen 1919 und 1994 vom Botanical Survey of South Africa in Pretoria herausgegeben wurde.
Ungeachtet der Tatsache, dass Reino Leendertz, der Botaniker des Staatsmuseums in Pretoria seit etwa 1898 ein Herbarium anlegte, existierte auch in der Abteilung Botanik (Division of Botany) des Department of Agriculture der Südafrikanischen Republik (Transvaal-Republik) seit etwa 1903 eine eigenständige Sammlung von Pflanzenpräparaten. Im Jahre 1918 kam es zur Umbenennung des ministerialen Herbariums in National Herbarium. Zur selben Zeit regte Illtyd Buller Pole-Evans die Gründung des Botanical Survey Advisory Committee an, um die botanische Forschung in Südafrika besser zu koordinieren. In den Memoirs of the Botanical Survey of South Africa wurden die Ergebnisse dieses Gremiums veröffentlicht. Unter diesem Titel erschienen sie bis 1994.
Seit 1994, übernommen und herausgegeben vom damals bezeichneten National Botanical Institute, wird die Dokumentation ähnlicher Forschungsergebnisse in der Nachfolgeperiodika Strelitzia fortgesetzt. Mit ihrem Erscheinungsbeginn wurde auch gleichzeitig die Übernahme der Annals of the Kirstenbosch Botanic Gardens vollzogen.